# 欧拉R1
欧拉R1（ORA R1），现名欧拉黑猫（ORA Black Cat），是中國汽車製造商长城汽车2019年推出的一款小型电动都市車，于2019年4月在上海车展上亮相。综合续航里程351公里,电池包为33kWh，车载系统基于Android，显示屏9英寸。
2020年7月，长城汽车宣布欧拉R1正式更名为欧拉黑猫。